# یولیا سانینا
یولیا اولکساندریونا ببکو (اوکراینی: Юлія Олександрівна Бебко؛ née هولوان [Головань]؛ زادهٔ ۱۱ اکتبر ۱۹۹۰)، با نام حرفه‌ای یولیا سانینا (Юлія Саніна [ˈjul⁽ʲ⁾ijɐ ˈsɑn⁽ʲ⁾inɐ])، خواننده اوکراینی و خواننده اصلی گروه آلترناتیو راک اوکراینی هاردکیس است.

## زندگی‌نامه
سانینا در یک خانواده موسیقی‌دان متولد شد و در ۱۱ اکتبر ۱۹۹۰ در کی‌یف، جمهوری شوروی سوسیالیستی اوکراین، اتحاد جماهیر شوروی به دنیا آمد. او برای اولین بار در سه‌سالگی بر روی صحنه اجرا کرد و آواز او با همراهی آنسامبلی که پدرش رهبری می‌کرد، نواخته شد. او بعدها به عنوان خوانندهٔ انفرادی و همچنین یکی از اعضای گروه‌های کودک و یک گروه جاز بزرگ به اجرا پرداخت.
در سال ۲۰۰۵، از مدرسه موسیقی جاز و هنرهای نمایشی فارغ‌التحصیل شد. سپس وارد مؤسسه فیلولوژی دانشگاه ملی تاراس شفچنکو کی‌یف شد و در سال ۲۰۱۳ مدرک کارشناسی ارشد خود را در رشته مطالعات فولکلور دریافت کرد. در دوران دانشگاه، علاقه‌اش به روزنامه‌نگاری نیز افزایش یافت.
بین سال‌های ۲۰۰۶ تا ۲۰۰۸، او خواننده گروه Sister Siren بود.
در سپتامبر ۲۰۱۱، سانینا و تهیه‌کننده موسیقی والری ببکو، دوئت Val & Sanina را تشکیل دادند که به زبان روسی اجرا می‌کرد. آن‌ها یک موزیک ویدئو تجربی و چندین آهنگ ضبط کردند که یکی از آن‌ها عشق آمده است (روسی: Любовь настала؛ شعر: رابرت روژدستونسکی، موسیقی: رایموندز پاولز) بود.
مدتی بعد، آن‌ها تصویر صحنه‌ای خود را بهبود بخشیدند و نام گروهشان را به هاردکیس تغییر دادند. همچنین شروع به نوشتن آهنگ‌هایی به زبان انگلیسی کردند و سبک موسیقی‌شان را سنگین‌تر ساختند. در پاییز ۲۰۱۱، چند آهنگ جدید منتشر کردند و اولین موزیک ویدئوی خود را با نام Babylon ضبط کردند. در پایان اکتبر ۲۰۱۱، گروه هاردکیس برای گروه بریتانیایی هرتز اجرا کرد. در همان سال، آن‌ها موزیک ویدئوی Dance with me را منتشر کردند که در شبکه‌های موسیقی برتر پخش شد.

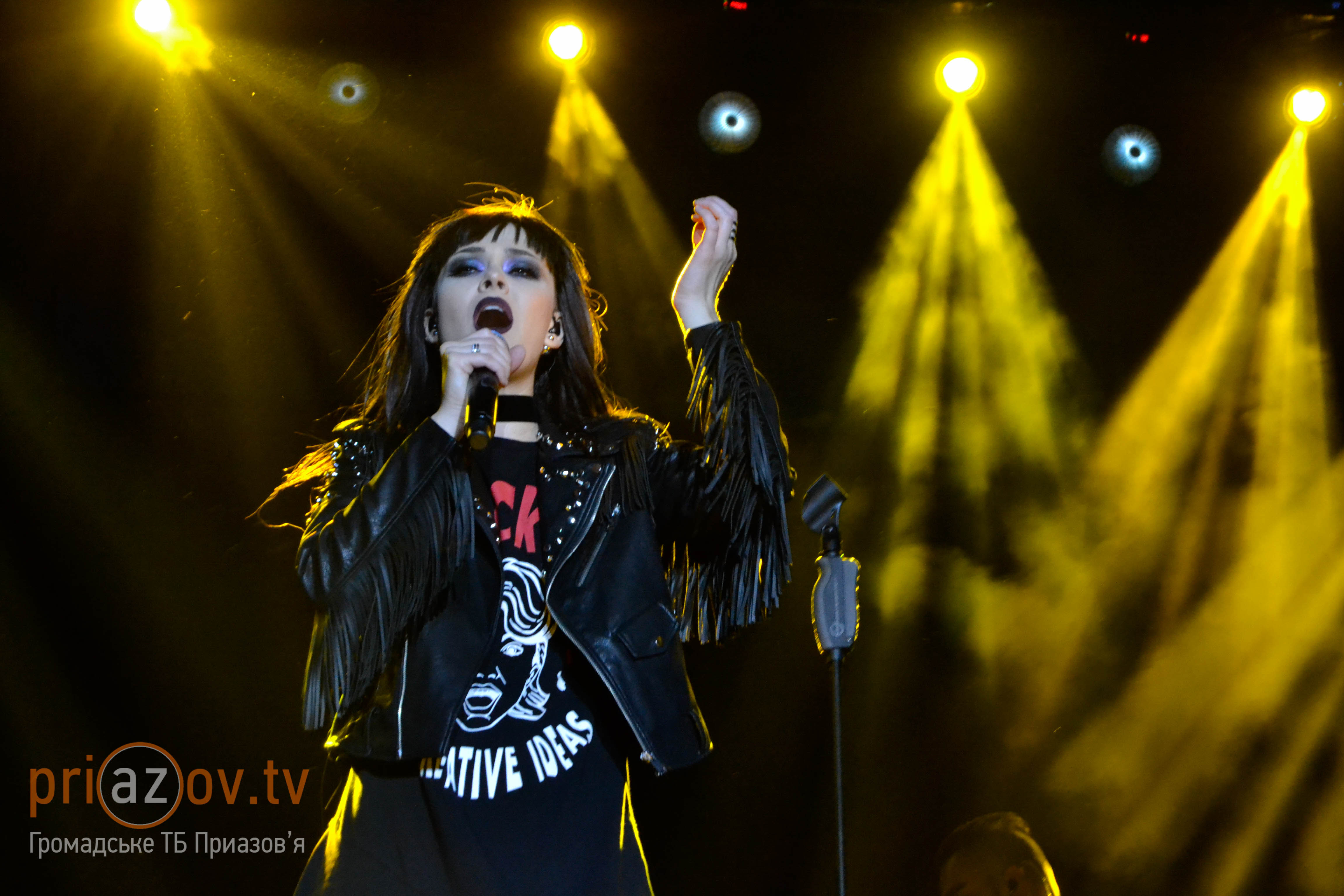
هاردکیس در جشنواره MRPL City 2017 در ماریوپل

در فوریه ۲۰۱۲، آن‌ها قراردادی با شرکت سونی بی‌ام‌جی امضا کردند. گروه به سرعت در اوکراین و کشورهای خارجی شهرت یافت و چندین جایزه دریافت کرد. در سال ۲۰۱۴، سانینا شروع به انتشار ویدئو بلاگ‌هایی دربارهٔ زندگی شخصی و پشت صحنه گروه در کانال یوتیوب خود کرد. در سال ۲۰۱۶، سانینا یکی از چهار داور فصل هفتم X-Factor (نسخه اوکراینی) شد.
سانینا یکی از مجریان مسابقه آواز یوروویژن ۲۰۲۳ در لیورپول بود که در کنار آلیشا دیکسون و هانا وادینگهام، و با حضور گراهام نورتون در فینال اجرا کرد.
در سال ۲۰۲۳، اعلام شد که سانینا به عنوان مربی در فصل سیزدهم The Voice of Ukraine که از سپتامبر ۲۰۲۳ آغاز شد، حضور خواهد داشت.
در سال ۲۰۲۴، سانینا در دوبله اوکراینی بازی ویدئویی استالکر ۲: قلب چرنوبیل شخصیت آگاتا را صداپیشگی کرد.

## زندگی شخصی
سانینا در سال ۲۰۱۱ با والری «وال» ببکو، تهیه‌کنندهٔ خلاق و گیتاریست اصلی هاردکیس، طی مراسمی سنتی اوکراینی ازدواج کرد. این زوج در سال ۲۰۰۹ یا ۲۰۱۰ با یکدیگر آشنا شدند، زمانی که سانینا از ببکو که در آن زمان تهیه‌کنندهٔ MTV Ukraine بود، مصاحبه گرفت. آن‌ها تا سال ۲۰۱۴ رابطهٔ خود را مخفی نگه داشتند. نخستین فرزند آن‌ها، دانیلو، در ۲۱ نوامبر ۲۰۱۵ متولد شد.

## سبک
سانینا توجه زیادی به پوشش خود دارد. طراحانی همچون اسلاوا چایکا و ویتالی داتسیوک لباس‌هایی برای اعضای هاردکیس طراحی می‌کنند. این گروه همچنین با طراحانی چون ایوانووا، بخ، نادیا دزیاک و آنوکی بیچولا همکاری نزدیک دارد. سانینا از آثار الکساندر مک‌کوئین، ویوین وست‌وود و گرت پوگ بسیار الهام می‌گیرد. در زندگی روزمره، او برندهای دیزل (شرکت), اچ اند ام و تاپ شاپ را ترجیح می‌دهد.